# Рицвил
Рицвил (на английски: Ritzville) е град в окръг Адамс, щата Вашингтон, САЩ. Рицвил е с население от 1736 жители (2000) и обща площ от 3,3 km². Намира се на 554 m надморска височина. ЗИП кодът му е 99169, а телефонният му код е 509.